# Assemblée d'Irlande du Nord
Ne doit pas être confondu avec Parlement d'Irlande du Nord.
VIIe législature
Parlement d'Irlande du Nord
Palais de Stormont
L'Assemblée d'Irlande du Nord (en anglais : Northern Ireland Assembly ; en irlandais : Tionól Thuaisceart Éireann ; en scots : Norlin Airlan Assemblie) est la législature dévolue d'Irlande du Nord. Elle a le pouvoir d'adopter des lois sur les sujets qui ne sont pas réservés au Parlement du Royaume-Uni et de désigner l'exécutif nord-irlandais. L'Assemblée siège au palais de Stormont. 
L'Assemblée d'Irlande du Nord a été créée en vertu de l'accord du Vendredi saint de 1998 qui met fin aux Troubles. Elle a été suspendue plusieurs fois, notamment du 14 octobre 2002 au 7 mai 2007. Pendant cette période, ses pouvoirs reviennent au bureau pour l'Irlande du Nord. 
L'Assemblée comprend 90 membres élus au vote unique transférable.
L'Assemblée fonctionne sur la base du vote intercommunautaire (en anglais cross-community vote) : lors de son élection, chaque député s'enregistre comme nationaliste, unioniste ou autre. Certaines lois, pour être votées, doivent réunir non seulement la majorité des suffrages de l'ensemble des députés, mais aussi la majorité des votes dans chaque groupe nationaliste et unioniste.

## Histoire

### Création
La création de l'Assemblée d'Irlande du Nord sous sa forme actuelle remonte à l'accord du Vendredi saint, signé en février 1998 par les protagonistes nationalistes et unionistes du conflit nord-irlandais. L'accord prévoit la création d'une assemblée de 108 membres, élus au scrutin proportionnel sur le territoire nord-irlandais. La première élection se déroule le 25 juin 1998, avec un taux de participation de 70%. La première séance a lieu le 1er juillet 1998. Toutefois, l'Assemblée ne commence à opérer que le 2 décembre 1999, date de la dévolution formelle des pouvoirs de Westminster au Stormont,.

### Le «Stormontgate»
Le 4 octobre 2002, une opération de la police nord-irlandaise conduit à l'arrestation de quatre membres du Sinn Féin, dont le dirigeant Denis Donaldson, au sein même du palais de Stormont. Les républicains sont accusés d'avoir monté un réseau d'espionnage au profit de l'IRA. L'Assemblée est suspendue trois jours plus tard, et l'Irlande du Nord repasse sous le contrôle direct de Londres. Les secondes élections législatives se tiennent donc alors que l'Assemblée n'est plus active. Le 8 décembre 2005, toutes les charges d'espionnages sont abandonnées.
Peu après, il apparaît que Donaldson est un agent double britannique ayant infiltré le mouvement républicain irlandais depuis les années 1980. Il est aussitôt expulsé du Sinn Féin. D'après Donaldson, l'opération policière était en réalité une manœuvre des services secrets britanniques pour pouvoir suspendre l'Assemblée.

### Retour à la normale
L'Accord de Saint-Andrews est signé par tous les partis le 13 octobre 2006. Le processus de dévolution reprend son cours, avec la fin de la suspension et les troisièmes élections législatives du 7 mars 2007.
Les principaux partis sont le DUP du côté unioniste et le Sinn Féin du côté nationaliste.

## Système électoral
L'Assemblée d'Irlande du Nord est composée de 90 sièges pourvus pour cinq ans au scrutin à vote unique transférable dans dix-huit circonscriptions de cinq sièges chacune. Ce système électoral proportionnel vise ainsi à assurer une représentation équitable des divers courants politiques.
Dans la pratique, un électeur vote en classant les candidats de sa circonscription par ordre de préférence, en écrivant des chiffres à côté de leurs noms sur son bulletin de vote : 1 étant sa première préférence, 2 sa deuxième, et ainsi de suite. L'électeur est libre de classer ainsi autant de candidats qu'il le souhaite, ou même un seul. Après le dépouillement, le total des bulletins de vote valides dans la circonscription, plus un, est divisé par le nombre de sièges à pourvoir, plus un. Le chiffre ainsi obtenu, appelé quota, est le nombre de voix nécessaire pour qu'un candidat remporte un siège. Les cinq candidats ayant franchi le quota avec le plus de voix sont ainsi élus. Il reste néanmoins le plus souvent des sièges à pourvoir faute d'un nombre suffisant de candidat ayant atteint le quota. Le candidat arrivé en dernier est alors éliminé, et les secondes préférences de ses électeurs répartis aux autres candidats. L'opération est répétée jusqu'à ce qu'un candidat obtienne de manière cumulée le quota, jusqu'à ce que tous les sièges en jeu soient pourvus,.
Le Northern Ireland (Miscellaneous Provisions) Act de 2014 prévoit que les élections ont lieu tous les cinq ans, le premier jeudi de mai. Les circonscriptions comportaient auparavant six sièges chacune pour un total de 108 sièges, avant la réduction à 90 lors des élections de 2017.

## Compétences
Les compétences de l'Assemblée sont fixées par le Northern Ireland Act de 1998.

### Domaines de compétences de l'Assemblée d'Irlande du Nord
- Santé et services sociaux
- Éducation
- Emploi et travail
- Agriculture
- Sécurité sociale
- Retraites
- Logement
- Développement économique
- Gouvernement local
- Environnement
- Transport
- Culture et sport
- Fonction publique
- Égalité des chances
- Justice et police

### Domaines de compétences du Parlement du Royaume-Uni
- Constitution
- Succession royale
- Relations internationales
- Défense et forces armées
- Nationalité, immigration et asile
- Élections
- Sécurité nationale
- Énergie nucléaire
- Taxes
- Politique monétaire
- Distinctions honorifiques
- Traités internationaux

### Domaines de compétence partagés
- Armes à feu et explosifs
- Services financiers et régulation des retraites
- Médias
- Contrôle de l'importation et de l'exportation
- Navigation et aviation civile
- Commerce international et marchés financiers
- Postes et télécommunications
- Politique maritime
- Exclusion de membres de l'Assemblée
- Protection des consommateurs
- Propriété intellectuelle

## Composition actuelle
| Affiliation                            | Membres | Désignation  |
| -------------------------------------- | ------- | ------------ |
| Sinn Féin                              | 27      | Nationaliste |
| Parti unioniste démocrate              | 25      | Unioniste    |
| Alliance Party of Northern Ireland     | 17      | Autre        |
| Parti unioniste d'Ulster               | 9       | Unioniste    |
| Parti social-démocrate et travailliste | 8       | Nationaliste |
| Le Peuple avant le profit              | 1       | Autre        |
| Voix unioniste traditionnelle          | 1       | Unioniste    |
| Indépendants                           | 2       | Unioniste    |
| Total                                  | 108     |              |

## Résultats aux élections
| Élection | Élection        | Voix    | %    | Sièges |
| -------- | --------------- | ------- | ---- | ------ |
| 1998     | Unioniste       | 401 491 | 49,6 | 58     |
| 1998     | Nationaliste    | 322 810 | 40,0 | 42     |
| 1998     | Indépendantiste | 9 878   | 1,3  | 0      |
| 1998     | Indépendant     | 5 392   | 0,7  | 0      |
| 1998     | Autres          | 70 715  | 8,7  | 8      |
| 2003     | Unioniste       | 354 266 | 51,2 | 59     |
| 2003     | Nationaliste    | 282 186 | 40,8 | 42     |
| 2003     | Indépendantiste | 16      | 0,0  | 0      |
| 2003     | Indépendant     | 20 234  | 2,9  | 1      |
| 2003     | Autres          | 30 921  | 5,2  | 6      |
| 2007     | Unioniste       | 329 826 | 47,8 | 55     |
| 2007     | Nationaliste    | 289 234 | 41,9 | 44     |
| 2007     | Indépendant     | 19 471  | 2,8  | 1      |
| 2007     | Autres          | 51 782  | 7,4  | 8      |
| 2011     | Unioniste       | 308 092 | 45,4 | 55     |
| 2011     | Nationaliste    | 273 665 | 40,4 | 43     |
| 2011     | Indépendant     | 15 535  | 2,3  | 1      |
| 2011     | Autres          | 64 444  | 9,7  | 9      |
| 2016     | Unioniste       | 332 614 | 48,0 | 55     |
| 2016     | Nationaliste    | 251 714 | 36,2 | 40     |
| 2016     | Indépendant     | 22 650  | 3,3  | 1      |
| 2016     | Autres          | 85 755  | 12,6 | 12     |
| 2017     | Unioniste       | 358 818 | 44,8 | 39     |
| 2017     | Nationaliste    | 321 464 | 40,0 | 39     |
| 2017     | Indépendant     | 14 407  | 1,8  | 1      |
| 2017     | Autres          | 108 626 | 13,7 | 11     |
| 2022     | Unioniste       | 349 099 | 40.5 | 36     |
| 2022     | Nationaliste    | 343 221 | 39,8 | 35     |
| 2022     | Indépendant     | 25 315  | 2,9  | 2      |
| 2022     | Autres          | 145 018 | 16,8 | 18     |